# Katrina Mumaw
Katrina Marie Mumaw, née vers 1983 à Lancaster, est une pilote américaine.

## Biographie
Diplômée de l'United States Air Force Academy, Katrina Mumaw détient plusieurs records de précocité en aviation.
Le 12 juillet 1994, à l'âge de onze ans, Mumaw est devenue la plus jeune personne à piloter un Mikoyan-Gourevitch MiG-29 russe et aussi la plus jeune à briser le mur du son.